# Brad Newley
Bradley Newley (* 18. Februar 1985 in Lower Mitcham) ist ein australischer Basketballspieler. Der 1,98 m große Shooting Guard spielte in der Saison 2004/05 für die Townsville Crocodiles in der National Basketball League und wurde zum Rookie of the Year gewählt. In der Saison 2016/2017 spielte er für die Sydney Kings. Mit der australischen Nationalmannschaft nahm er an den Weltmeisterschaften 2006, 2010 und 2014 sowie den Olympischen Spielen 2008 und 2012 teil. Im November 2007 stellte er einen neuen Rekord innerhalb der griechischen A1 Ethniki auf, als er alle seine acht Würfe von jenseits der Dreipunktelinie verwandelte.